# Glaciar Ferrar
El glaciar Ferrar (del inglés: Ferrar Glacier) es un glaciar de la Antártida que mide aproximadamente 56 km de longitud, y que se extiende desde la meseta de la Tierra de Victoria al oeste de la cordillera de la Royal Society hasta New Harbor, en el estrecho de McMurdo. El glaciar gira hacia el este al noroeste de Knobhead, donde se une al glaciar Taylor. De ahí continúa hacia el este, a lo largo del costado meridional de los montes Kukri hasta New Harbor.

## Historia
Fue descubierto por la expedición Discovery (1901-1904), comandada por el capitán Robert Falcon Scott, quien así lo denominó en honor a Hartley Ferrar, el geólogo de la expedición. Este nombre designaba anteriormente a este glaciar y al glaciar Taylor; Griffith Taylor, geólogo de la expedición Terra Nova (1910-1913) y también bajo los órdenes de Scott, descubrió que no eran dos partes de un mismo glaciar, sino que se trataba de dos glaciares distintos. Scott nombró entonces al otro glaciar en honor a Taylor.